# Miguel de Cervantes
Miguel de Cervantes Saavedra (Alcalá de Henares, 29 settembre 1547 – Madrid, 22 aprile 1616) è stato uno scrittore, poeta, drammaturgo e militare spagnolo.

Firma di Cervantes

È universalmente noto per essere l'autore del romanzo Don Chisciotte della Mancia, uno dei massimi capolavori della letteratura mondiale di ogni tempo.
In quest'opera, pubblicata in due volumi nel 1605 e nel 1616, l'autore prende di mira con l'arma della satira e dell'ironia i romanzi cavallereschi e la società del suo tempo. Nel romanzo, Cervantes contrappone all'allampanato cavaliere, maniaco di avventure e di gloria, la figura del suo pingue e umanissimo scudiero Sancho Panza, incapace d'innalzarsi al di sopra della piatta realtà.
La sua influenza sulla letteratura spagnola è stata tale che lo spagnolo è stato definito la lingua di Cervantes e a lui è stato dedicato l'Istituto di lingua e cultura spagnola.

## Biografia
Cervantes nacque ad Alcalá de Henares, una cittadina sita a 31 km a nord-est di Madrid, nel 1547 in una famiglia modesta, quarto dei sette figli di Rodrigo Cervantes e di Leonor de Cortinas. La sua famiglia è costretta a viaggiare, a causa degli scarsi guadagni del padre, da un paese all'altro, finché nel 1568 egli si trova a Madrid, dove frequenta il collegio "El Estudio" diretto da Juan López de Hoyos.

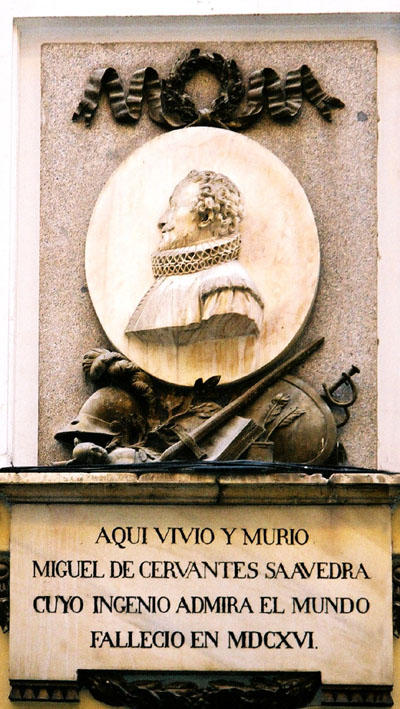
Targa commemorativa sulla casa dove visse Cervantes a Madrid

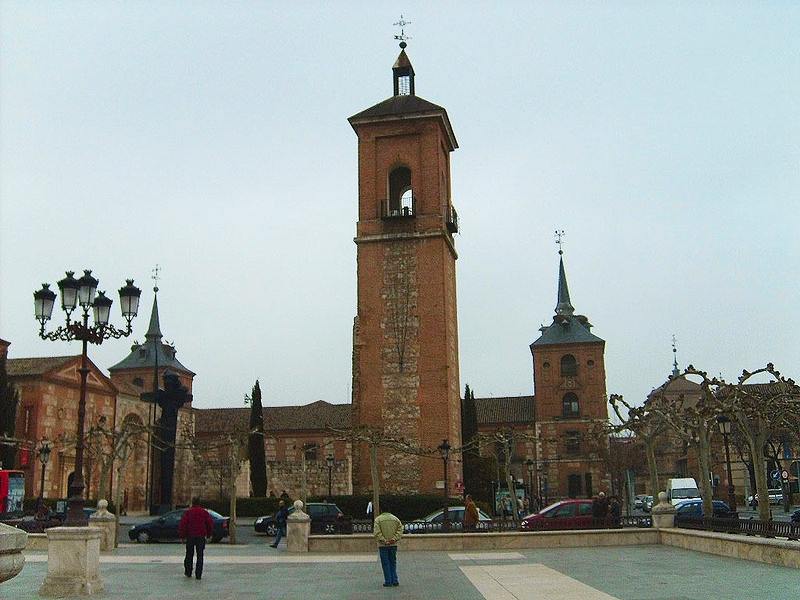
Chiesa dove fu battezzato, Alcala de Henares

Nel 1570 Cervantes fugge in Italia per evitare la condanna al taglio della mano destra e a dieci anni d'esilio perché accusato di aver ferito un certo Antonio de Segura. In Italia, sul principio s'impiega come cortigiano alla corte del Cardinale Giulio Acquaviva d'Aragona a Roma nel palazzo Sacchetti dove risiedeva, ma è probabile che lo abbia accompagnato anche alla corte di Atri, dove risiedeva la sua famiglia ed il Duca Giangirolamo, suo fratello, nel Ducato di Atri, in Abruzzo. Non a caso i membri della famiglia Acquaviva che con lui si arruoleranno come ufficiali alla Battaglia di Lepanto nel 1571, saranno in quattro, il Duca d'Atri Giovan Girolamo suo figlio il Conte di Conversano Adriano, il Duca di Nardò Belisario II e il Principe di Caserta Andrea Matteo.  
Sempre nel 1570 si arruola nella compagnia comandata da Diego de Urbina, capitano del reggimento di fanteria di Miguel de Moncada, che allora serviva sotto Marcantonio Colonna: al figlio di quest'ultimo, Ascanio (divenuto poi cardinale), dedicherà La Galatea.
Nel mese di settembre del 1571 s'imbarca come soldato sulla galea Marquesa, che fa parte della flotta della Lega Santa, che sconfiggerà quella turca nella battaglia di Lepanto il 7 ottobre dello stesso anno. Nella battaglia rimane ferito da un'archibugiata e, per la rottura d'un nervo, perde per sempre l'uso della mano sinistra. Viene ricoverato per alcuni mesi all'ospedale di Messina. Difatti, lo stesso appellativo Saavedra, che successivamente scalzò il cognome materno, deriverebbe dal termine arabo shaibedraa, che nello spagnolo dell'epoca starebbe gergalmente per "monco" (un riferimento alquanto ironico dello stesso Cervantes dunque al fatto che, proprio per sfuggire a un'amputazione dell'arto, aveva finito comunque per trovarsene privato).

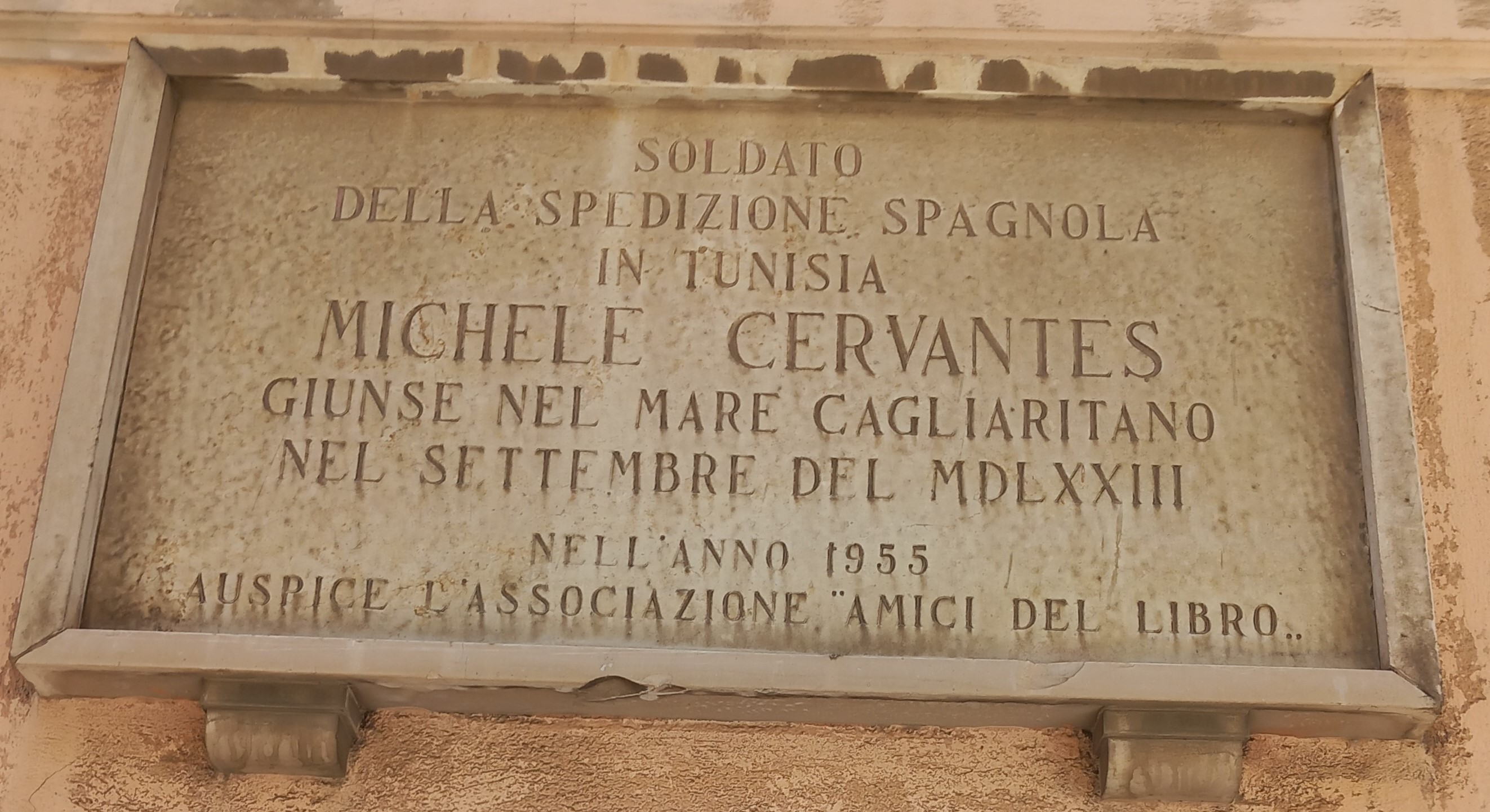
Testimonianza della presenza del Cervantes a Cagliari nel 1573

Nel 1572 e 1573 è attivo militarmente tra la Tunisia e la Grecia. Nel 1575 parte da Napoli per la Spagna con alcune lettere di raccomandazione che dovrebbero procurargli il comando di una compagnia. Ma la galea Sol sulla quale viaggia viene assalita dal rinnegato Arnaut Mami ed egli è catturato dai pirati e tenuto in cattività per cinque anni fino al pagamento di un riscatto, a opera delle missioni dei trinitari, fondate da San Giovanni de Matha. È il 24 ottobre 1580.
Negli anni di prigionia conosce Antonio Veneziano e ne diviene amico, tanto che nel 1579 gli dedicherà un'epistola in dodici ottave, opera che Cervantes reputerà di un certo valore, tanto che quasi settanta versi saranno reinseriti nella commedia El trato de Argel, che narra della prigionia in Algeri. Che l'amicizia sia stata venata di ammirazione da parte di Cervantes, lo si deduce dalla novella "El amante liberal", in cui l'autore narra di un prigioniero siciliano che sapeva magnificare, nel ricordo, la bellezza della sua donna esprimendosi con versi sublimi; probabilmente si trattava della "Celia", l'opera più famosa di Veneziano.
Finalmente liberato con l'aiuto della famiglia, Cervantes ritorna in Spagna, dove l'attende un duro periodo di umiliazioni e ristrettezze economiche. Nel 1584 sposa Catalina de Salazar y Palacios e vive a Esquivias, nell'attuale provincia di Toledo; qui pubblica La Galatea e nel 1586 si separa dalla moglie: il suo matrimonio, senza figli, si suppone infelice. Si trasferisce poi in Andalusia nel 1587 e qui si occupa delle provvigioni per la Armada invencible e successivamente lavora come percettore di imposte. La requisizione di un carico di cereali e di beni della curia in Andalusia gli valgono quello stesso anno ben due scomuniche. Nel 1597 viene coinvolto in una bancarotta fraudolenta e incarcerato. Successivamente, nel 1602, verrà arrestato una seconda volta a Siviglia per illeciti amministrativi, ma in questo caso riacquisterà poco dopo la libertà. Negli anni immediatamente successivi va a Valladolid insieme alle due sorelle e alla figlia Isabella, nata da una relazione con una certa Anna de Rojas.
Nel 1605 Cervantes subisce una nuova vertenza giudiziaria: viene infatti trovato nelle vicinanze della sua casa il cadavere del cavaliere Gaspar de Ezpeleta e i sospetti cadono sullo scrittore, che viene imprigionato e subito prosciolto. Il dubbio che la morte del cavaliere sia in qualche modo riconducibile alla moralità delle due sorelle e della figlia vena di tristezza i suoi ultimi anni.
Nel 1606, per seguire la corte di Filippo III di Spagna, si trasferisce a Madrid e, malgrado gli stenti che non l'abbandonano mai, si dedica a un'intensa attività e scrive in pochi anni gran parte e forse il meglio della sua produzione.
Secondo la tradizione, Cervantes morì esattamente lo stesso giorno di William Shakespeare e del peruviano Garcilaso Inca de la Vega, il 23 aprile 1616, a 68 anni. In realtà, muore il 22, e il giorno dopo riceve sepoltura nel convento dei Trinitari Scalzi a Madrid; inoltre Shakespeare muore il 23 aprile secondo il calendario giuliano, non quello gregoriano come Cervantes, per cui in realtà il Bardo inglese si spegne il 3 maggio, undici giorni dopo lo spagnolo e dieci dopo il peruviano, nonostante questo, il 23 aprile si celebra "la giornata del libro" in onore a Cervantes e a Shakespeare. L'ubicazione della tomba di Cervantes verrà perduta negli anni successivi, tanto da far ipotizzare lo spostamento dei suoi resti in una fossa comune. Soltanto nel 2015, dopo anni di ricerche e finanziamenti sostenuti dallo storico Fernando de Prado, è stato possibile rinvenire i resti di Cervantes, giacenti nel convento medesimo dietro un muro. La tomba è stata spostata nella chiesa di San Ildefonso, edificio adiacente al Convento dei Trinitari Scalzi.

## Produzione letteraria
Cervantes non fu un umanista e nemmeno un letterato di successo. Egli scrisse nelle condizioni più sfavorevoli, rubando tempo per i suoi studi ai quali si dedicava con gioia e dai quali sperava di ricavare denaro e gloria. Il suo atteggiamento di fronte alle maggiori polemiche letterarie dell'epoca, come quella sul teatro e sul culteranismo, fu di indifferenza, e la sua preferenza per i generi popolari, come il teatro o la novellistica, denota che egli cercava soprattutto vantaggi economici, vantaggi che comunque non raggiunse nemmeno con la pubblicazione della prima parte del "Don Chisciotte", che ebbe un certo successo.
L'inserimento dello scrittore nell'ambiente letterario del suo tempo si può ricollegare alla sua prima produzione poetica, non copiosa ma interessante, come El viaje del Parnaso, un poemetto giovanile che Cervantes pubblicò nel 1614 con una Adjunta al Parnaso in prosa.
Altro e forse maggiore valore documentario hanno le composizioni poetiche brevi, nate per lo più da motivi occasionali che, nonostante il severo giudizio che espresse lo stesso autore e la critica, sono tuttavia soffuse di umorismo e di vivacità interpretativa.
Queste liriche non sarebbero indicative della letterarietà dell'ispirazione cervantina, se non si ritrovassero anche e in maniera più vistosa nella novella pastorale "Galatea" gli stessi elementi.
Alla prima attività letteraria è da ricollegare anche una parte della sua copiosa produzione teatrale, dal momento che due delle sue tragedie, El cerco de Numancia ed El trato de Argel, si possono datare al 1583 circa.

### La Galatea

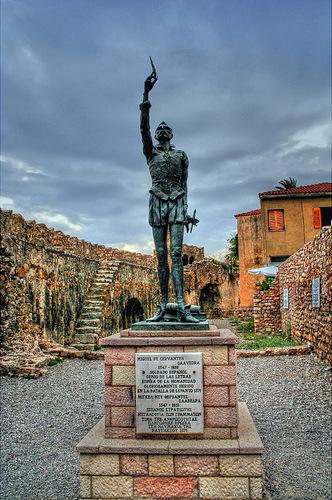
Statua di Cervantes a Lepanto, Grecia

La vera carriera letteraria di Cervantes inizia con La Galatea, che fu pubblicata nel 1585 ma venne scritta in gran parte nel 1582, ed è considerata la sua opera giovanile più impegnativa. In essa si riconoscono alcuni tratti distintivi della scrittura di Cervantes, soprattutto nella fusione operata tra i temi tipici della poesia pastorale con altri elementi, come alcune avventure e le peregrinazioni compiute dai personaggi, caratteristici invece del romanzo ellenistico.

### El ingenioso hidalgo don Quijote de la Mancha
Il romanzo El ingenioso hidalgo don Quijote de la Mancha, il capolavoro di Cervantes, venne pubblicato in due tempi, la prima parte nel 1605 e la seconda nel 1615, dopo l'apparizione di una prosecuzione apocrifa ad opera di Alonso Fernández de Avellaneda.

### Ocho comedias y ocho entremeses
Del 1615 è anche la sua più lunga composizione poetica, Ocho comedias y ocho entremeses, che comprende Pedro de Urdemalas, considerata da alcuni la migliore opera teatrale del Cervantes, e l'intermezzo El retablo de las maravillas, uno dei suoi più riusciti quadri popolareschi.
Tutte le commedie vantano traduzioni italiane, ma solo una di esse, La entretenida, è stata tradotta in versi, nel 2007, col titolo La spassosa, da David Baiocchi e Marco Ottaiano.

### Los trabajos de Persiles y Sigismunda
Postuma risulta l'opera Los trabajos de Persiles y Sigismunda, la cui dedica è datata 19 aprile 1616 e che venne pubblicata nel 1617.

## Poetica
(M. de Cervantes, da Don Chisciotte della Mancia, parte prima cap. XVIII)
La formazione culturale di Cervantes si svolse nella fase di passaggio dal XVI secolo al XVII secolo in pieno clima rinascimentale e il passaggio dal rinascimento al barocco trovò in lui un interprete profondamente radicato nei problemi dell'uomo di quel tempo.
Nell'opera di Cervantes si coglie la necessità di scoprire il sogno, la fantasia, l'ignoto, la follia, l'istinto per portare alla luce la coscienza umana.
Nelle opere di Cervantes si coglie il desiderio di condizioni esistenziali diverse in cui l'uomo, libero dai rapporti sociali prestabiliti possa essere libero e realizzare la propria individualità. Don Chisciotte, il folle ed idealista cavaliere mancego e Sancho il suo realista scudiero sono espressioni diverse ma non contrastanti di questa esigenza che diviene il tema centrale di tutto il romanzo.
Cervantes conosceva gli scrittori contemporanei spagnoli e inoltre Aristotele, Platone e Orazio . Egli cercò di adattare il suo stile alle esigenze estetiche dell'epoca rinascimentale anche se spesso si nota nelle sue opere una ricerca personale e libera di concetti, di mondi e di sentimenti dove la letteratura si fonde con la spregiudicatezza d'invenzione e d'intuizioni.
La prosa di Cervantes cambia spesso per passare da periodi simmetrici e complessi ad altri più immediati dove il discorso si fa più semplice, diretto e familiare.
Nella lettura del Don Chisciotte si può cogliere il disagio di vivere che vagheggia un mondo mai esplorato ma sempre sognato.

## Riconoscimenti
Allo scrittore è stato intitolato il cratere Cervantes, sulla superficie di Mercurio. Il giorno della sua morte, che condivide con William Shakespeare e Inca Garcilaso de la Vega, è stato designato dall'UNESCO come Giornata mondiale del libro e del diritto d'autore.
Compare nelle monete da 50, 20 e 10 centesimi di euro spagnoli.

## Opere

### Opere in prosa
- La Galatea (1585), romanzo pastorale.
- El ingenioso hidalgo don Quijote de la Mancha (Don Chisciotte della Mancia, 1605)
- Novelas ejemplares (1613), collezione di 12 storie brevi.
- Viaje del Parnaso (1614), rivista critica dei poeti del suo tempo.
- Segunda parte del ingenioso caballero don Quijote de la Mancha (1615)
- Los trabajos de Persiles y Segismunda (1617), il romanzo che Cervantes considerava la sua opera migliore.

### Opere poetiche
- Exequias de la reina Isabel de Valois.
- A Pedro Padilla
- A la muerte de Fernando de Herrera
- A la Austriada de Juan Rufo
- Al túmulo del rey Felipe II

### Opere teatrali

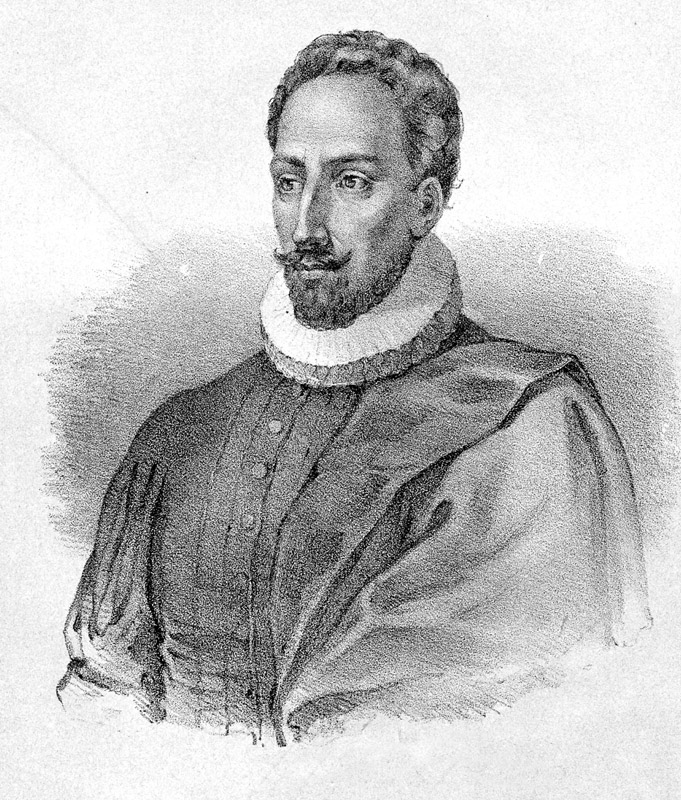
Miguel de Cervantes in una litografia del diciannovesimo secolo.

- Ocho comedias y ocho entremeses nuevos nunca representados (1615)
  - Comedias
    - El gallardo español
    - La casa de los celos y selvas de Ardenia
    - Los baños de Argel
    - El rufián dichoso
    - La gran sultana doña Catalina de Oviedo
    - El laberinto de amor
    - La entretenida
    - Pedro de Urdemalas

  - Entremeses
    - El juez de los divorcios
    - El rufián viudo, llamado Trampagos
    - Elección de los alcaldes de Daganzo
    - La guarda cuidadosa
    - El vizcaíno fingido
    - El retablo de las maravillas
    - La cueva de Salamanca
    - El viejo celoso
- Comedia llamada trato de Argel
- Comedia del cerco de Numancia, imitazione delle tragedie classiche, pubblicata solo nel XVIII secolo

## Opere della critica o apocrife

### Opere teatrali
- Nicola Zingarelli, Il mercato di Monfregoso, dramma giocoso per musica, Milano, G. Battista Bianchi.
- Giovanni Claudio Pasquini (1695-1763), Don Chisciotte in corte della Duchessa, opera; Antonio Caldara; libretto: Gio. Claudio Pasquini, s.l.
- Saro Lombardo (a cura di), Don Chisciotte o Il tramonto della cavalleria, riduzione teatrale dal romanzo di Miguel de Cervantes Saavedra, Roma Istituto tecnico commerciale di Stato V. Gioberti, 1992
- Vincenzo Cuomo, Gennaro Duccilli, Don Chisciotte della Mancha - Regia Gennaro Duccilli

### Opere musicali
- Richard Strauss, Don Quixote op. 35 per cello, viola, e orchestra. Sottotitolo Phantastische Variationen über ein Thema ritterlichen Charakters. Composto a Monaco nel 1897 ed eseguito la prima volta nel 98 a Colonia da Franz Wüllner.
- Gino Tagliapietra, Tre pezzi [per pianoforte]. Armonie di campane, Don Chisciotte, scherzo barbaro, Venezia, E. Sanzin e C., 1911
- Paisiello, Giovanni (1740-1816), Sinfonia Del Sigr. Giovanni Paesielli per L'Autunno 1770, musica manoscritta, copia di vari copisti, 18/f
- Francesco Bartolomeo Conti (1681-1732), Don Chisciotte in Sierra Morena: entree, partitura, Accademia del '700 Italiano, 1992
- Don Chisciotte: balletto in un prologo e tre atti, coreografia di Rudol'f Nureev, musica di Ludwig Minkus (arrangiamento e adattamento di John Lanchberry), Milano, Edizioni del Teatro alla Scala, 2003

### Filmografia
- Don Quichotte (1903) diretto da Lucien Nonguet e Ferdinand Zecca
- Don Chisciotte (Don Quixote, 1933) di Georg Wilhelm Pabst
- Don Chisciotte (Дон Кихот, 1957) di Grigorij Kozincev
- Don Qijiote (Don Chisciotte, 1957-1972) di Orson Welles
- Lost in La Mancha (documentario sulla fallimentare realizzazione del film incompiuto The Man Who Killed Don Quixote di Terry Gilliam) di Keith Fulton e Louis Pepe, 2002
- The Man Who Killed Don Quixote (2018) di Terry Gilliam